# Sein Tin
Sein Tin (တင်စိန်; 12 giugno 1951) è un ex calciatore birmano, di ruolo difensore.

## Carriera

### Club
Ha giocato al Burma Army.

### Nazionale
Nel 1972 viene convocata dalla Nazionale olimpica.